# NGC 4510
NGC 4510 est une galaxie elliptique située dans la constellation de la constellation du Dragon. NGC 4510 a été découverte par l'astronome prussien Heinrich Louis d'Arrest en 1866.

## Caractéristiques

### Distance
Sa vitesse par rapport au fond diffus cosmologique est de 2 842 ± 32 km/s, ce qui correspond à une distance de Hubble de 41,9 ± 3,0 Mpc (∼137 millions d'al).

## Groupe de NGC 4545
NGC 4510 fait partie du groupe de NGC 4545 qui comptent au moins cinq membres. Selon Garcia, les cinq autres galaxies du groupe sont NGC 4512, NGC 4521, NGC 4545, UGC 7848 et UGC 7941. NGC 4512 apparait comme une galaxie différente de NGC 4521 dans l'article de Garcia, mais selon toutes les sources consultées, il s'agit de la même galaxie. Abraham Mahtessian mentionne aussi ce groupe, mais il n'y figure que trois galaxies, soit NGC 4510, NGC 4521 et NGC 4545.